# Ray-Ray McCloud
Ray-Ray McCloud III (Tampa, Florida, 15 de octubre de 1996), más conocido como Ray-Ray McCloud, es un jugador profesional estadounidense de fútbol americano que se desempeña en la posición de wide receiver en Atlanta Falcons, equipo de la National Football League (NFL).

## Carrera
Fue seleccionado en la sexta ronda en la Reunión Anual de Selección de Jugadores de la NFL de 2018. Hizo su debut profesional con el equipo Buffalo Bills, en el cual jugó una temporada (2018-2019), después pasó a Carolina Panthers (2019-2020), posteriormente a Pittsburgh Steelers (2020-2022), luego a San Francisco 49ers, donde jugó dos temporadas, en 2024 pasó a Atlanta Falcons.